# 日本台湾交流協会
日本台湾交流協会（にほんたいわんこうりゅうきょうかい、中国語: 公益財團法人日本台灣交流協會、英: Japan-Taiwan Exchange Association）は、公式に国交のない中華民国（台湾）との実務関係を処理するための日本の対台湾窓口機関・公益財団法人である。財団法人時代の旧主務官庁は外務省及び経済産業省。2016年まで台湾での通称は日本交流協会。台湾側のカウンターパートは台湾日本関係協会。
2018年10月1日時点で台北事務所管轄区域内の在留邦人数は2万994人、在外公館別で第22位となっており、これは220以上ある日本の在外公館の中でも上位陣に属する。

## 概要

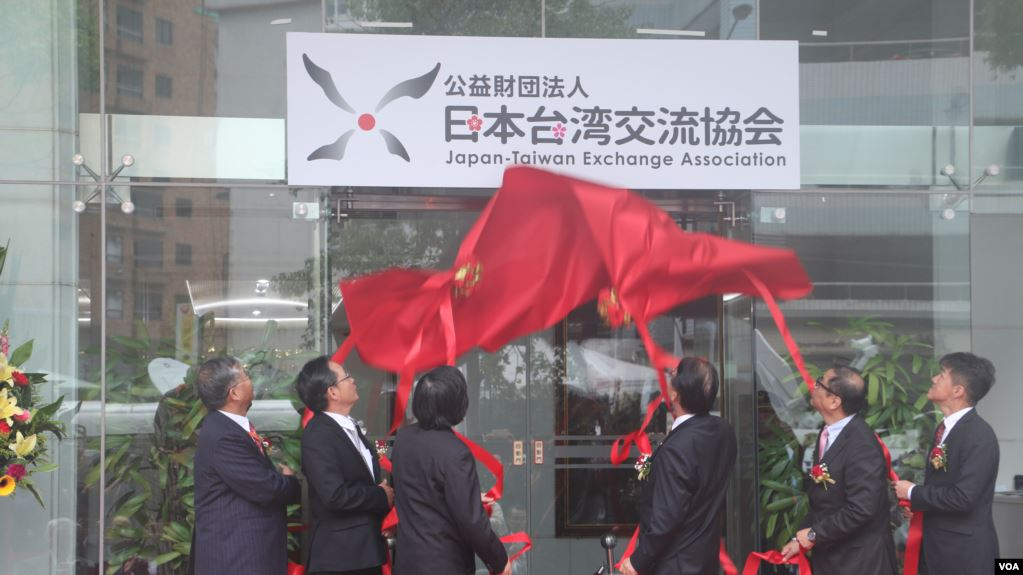
日本台湾交流協会の看板が除幕される様子

1972年9月29日、日中国交正常化によって日本と中華民国の国交が断絶したことに伴い、貿易、経済、技術、文化などの民間交流関係を維持するための「実務機関」として、同年12月1日、「財団法人交流協会」として設立された。同月26日、亜東関係協会との間の取り決めに基づき、台湾の台北市と高雄市に事務所を設置した。
当初、日本側は「日台交流協会」という名称を希望していたが、中華民国側が「日華交流協会」を主張して折り合わず、結局は単なる「交流協会」となった。台湾では日本交流協会や日本財団法人 交流協会と呼ばれていた。
東京本部は外務省と台北事務所をつなぐ連絡機関として、台北事務所は日中国交正常化によって閉鎖された在中華民国日本国大使館に代わる在台湾政府代表部として機能している。台北事務所代表（実質的な駐中華民国大使）は、台湾関係機関との連絡、政治経済等の動向調査、在留日本人及び日本人渡航者への各種便宜の提供、日台間の経済・技術・文化交流の円滑な推進を任務とする。
「一つの中国」政策の下、日中間の摩擦を避けつつ日台間の関係と台湾駐在を維持するため、「政府間関係ではない」「外交機関ではなく民間機関である」とする一種の方便として、“外交”の隠れ蓑として機能している。なお日本と台湾の間には、台湾関係法に相当する法律がないため、外交特権は認められていない。
本協会では、他の大使館や総領事館と同様に、旅券、査証など領事業務を取り扱っているが、非公式機関である本協会が直接取扱いするわけにはいかず、形式上在タイ日本大使館から業務委託を受けているとの形式になっている（書類のやり取りは東京経由で行われる）。
また、他の大使館・総領事館と異なり、事務所内での在外投票、出生届、婚姻届等の戸籍法関係の届出の受理、公正証書遺言及び秘密証書遺言の作成業務は行っていない。
台湾情報誌「交流」を発刊し、公式サイトで台湾情報を発信している。
1973年、伊藤博教在台北大使館臨時代理大使と仲田嘉夫経済担当参事官がそれぞれ初代台北事務所代表・副代表に転任した。その時、台北事務所1代目庁舎は城中区済南路二段34号である元日本大使館敷地に設置され、高雄事務所1代目庁舎は前金区中華三路108号（国泰ビル）3階に位置した。1995年7月3日、台北事務所は済南路の敷地から敦化南路一段245号（新光人寿ビル）10階に移転された。2002年4月8日、慶城街28号（通泰商業ビル）の現住所に再び移転された。
2012年4月1日に、財団法人から公益財団法人に移行した。
2017年1月1日に、「公益財団法人日本台湾交流協会」へ改称し、同年1月3日に台北市で新名称の看板の除幕式が行われた。

## 関連施設
東京本部と台北事務所のそれぞれに日台交流センター（日台交流中心）、台北事務所内に日本語センター（日本語中心）が設置されている。
日台交流センターは、当時の内閣総理大臣村山富市が提唱した「平和友好交流計画」に基づき、1995年10月に設置され、日台間の学術交流・人的交流を支援している。「平和友好交流計画」は2004年度に終了したが、2005年度以降も「日台知的交流事業」として引き継がれている。
日本語センターは、台湾における日本語学習者の増加に伴い、2000年7月に設置され、台湾の日本語教育を総合的に支援している。

## 主な日台協議

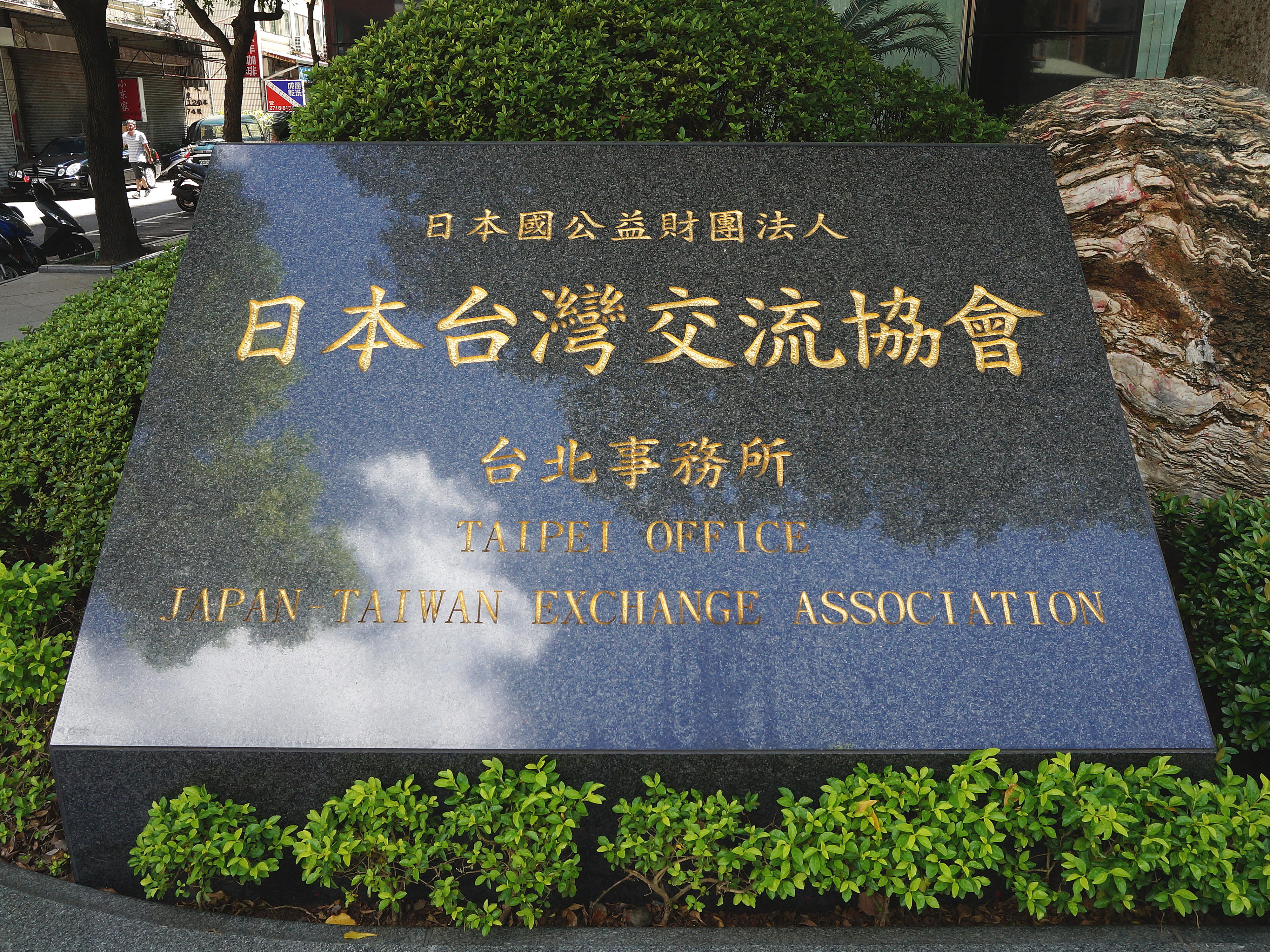
日本台湾交流協会台北事務所の銘板

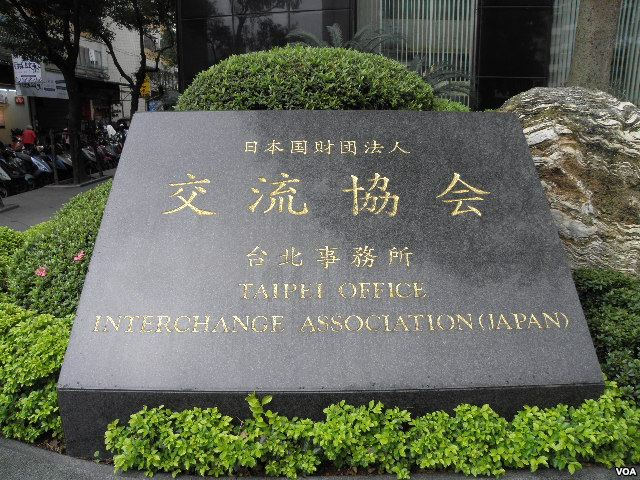
交流協会台北事務所時代の銘板

日台間の諸問題を協議するため、台湾日本関係協会との間で貿易経済会議を毎年定例的に開催している。会議には、両国の関係官庁の担当者が出席しており、たとえば、2007年の第32回貿易経済会議では、台湾側から経済部国際貿易局局長を筆頭に35名の役人が出席、日本側から経済産業省の副局長級の交渉官ら55名の役人が出席した。
このほかに重要な両国間折衝としては、日台漁業交渉や日台航空交渉、租税取決め交渉がある。いずれも民間代表機関の交渉という形をとっているが、実際は関係官庁の担当者が協議しており、事実上政府間の実務者協議となっている。
日台漁業交渉は、1996年に開始し、2005年7月の第15回協議以降は中断していたが、2009年2月に再開し、尖閣諸島（釣魚台）周辺での漁業トラブルに対応する緊急連絡窓口を沖縄県那覇市に設置することで合意した。
日台航空交渉では、2009年2月の協議で、台北（松山空港）・東京（羽田空港）間の航空路線の2010年開設で合意し就航開始、2011年11月の協議で日台路線の完全オープンスカイが合意に達した。
2015年11月には租税条約にあたる「日台民間租税取決め」を締結している。

## 主な役員
歴代会長には大物財界人が就任し、理事長や台北、高雄各事務所長には元大使が就任している。

### 歴代会長
- 堀越禎三（初代、1972年12月 - 1984年9月）- 経団連副会長、公害対策協力財団理事長
- 長谷川周重（1984年9月 - 1993年9月）- 経団連副会長
- 服部禮次郎（1993年9月 - 2011年6月）- セイコー名誉会長
- 大橋光夫（2011年6月 - 2025年6月）- 昭和電工相談役
- 隅修三（2025年6月 - 現任）-

### 歴代理事長
- 板垣修（初代、1972年12月 - 1974年5月）- 元駐カナダ、中華民国（台湾）大使
- 木村四郎七（1974年5月 - 1978年2月）- 元駐チェコスロバキア、中華民国（台湾）、韓国大使
- 西山昭（1978年2月 - 1981年10月）- 元駐カナダ、韓国大使、台北事務所代表
- 魚本藤吉郎（1981年11月 - 1986年3月）- 元駐ソビエト連邦大使
- 前田利一（1988年5月 - 1990年7月）- 元駐アフガニスタン、韓国大使
- 原富士男（1990年7月 - 1991年11月）- 元駐グアテマラ大使、台北事務所代表
- 賀陽治憲（1991年11月 - 1998年3月）- 元駐スイス、デンマーク、ブラジル大使
- 後藤利雄（1998年3月 - ?）- 元駐韓国大使
- 高橋雅二（?-?）- 元駐南アフリカ、オーストラリア大使
- 畠中篤（? - 2012年4月）- 元駐オーストラリア大使
- 今井正（2012年4月 - 2017年6月）- 元駐イスラエル、マレーシア大使、沖縄担当大使、台北事務所代表
- 谷崎泰明（2017年6月[20] - 現任）- 元駐インドネシア大使

### 歴代台北事務所代表（大使に相当）
- 伊藤博教（初代、1972年12月 - 1974年11月）- 元駐南アフリカ大使
- 卜部敏男（1974年11月 - 1977年10月）- 元駐フィリピン大使
- 西山昭（1977年11月 - 1980年3月）- 元駐カナダ、韓国大使
- 人見宏（1980年4月 - 1983年3月）- 元駐南ベトナム、タイ大使
- 原富士男（1983年4月 - 1990年7月）- 元駐グアテマラ大使
- 梁井新一（1990年7月 - 1995年2月）- 元駐韓国大使
- 後藤利雄（1995年3月 - 1998年3月）- 元駐韓国大使
- 山下新太郎（1998年3月 - 2002年）- 元駐西ドイツ、タイ、ポーランド、韓国大使
- 内田勝久（2002年2月 - 2005年5月）- 元駐イスラエル、シンガポール、カナダ大使
  - 退任後の著書（下記参照）で、「私は独断と偏見の謗りを甘んじて受けつつ、政治、経済、文化、人的交流その他あらゆる面で台湾が上記三カ国のいずれに較べても『大使』として、勤務しがいのある国であったことを断言したい」と述べている。
- 池田維（2005年5月 - 2008年7月）- 元駐オランダ、ブラジル大使
- 齋藤正樹（2008年7月 - 2009年12月）- 元駐カンボジア、ニュージーランド大使
- 今井正（2010年1月 - 2012年4月）- 元駐イスラエル、マレーシア大使
- 樽井澄夫（2012年4月 - 2014年7月14日）- 外務省中国課長、在中国日本国大使館公使、軍縮会議大使、沖縄担当大使などを歴任
- 沼田幹男（2014年7月15日 - 2019年10月24日）- 元在香港日本国総領事館領事、外務省領事局長、在ミャンマー大使などを歴任
- 泉裕泰（2019年10月 - 2023年11月）- 元駐バングラデシュ大使
- 片山和之（2023年11月 - 現任）- 元駐ペルー大使

### 歴代高雄事務所長（駐高雄総領事に相当）
- 神戸浩道（2006年12月 - 2010年4月）- 元外務省大臣官房人事課人事企画官　元在オーストラリア大使館領事
- 野中薫（2010年5月 - 2013年3月）- 元外務省大臣官房儀典官兼儀典外国訪問室長
- 中村隆幸（2013年4月 - 2016年3月）
- 中郡錦藏（2016年4月 - 2019年3月）
- 加藤英次（2019年4月 - 2022年2月[21]）
- 小野一彦（2022年3月[22] -2023年4月）- 元在サイパン領事事務所長
- 奥正史（2023年4月 - 現任）- 元在瀋陽日本国総領事館領事、在上海日本国総領事館首席領事

## 主な出来事
- 2003年12月12日：台北事務所が、断交以来32年ぶりとなる天皇誕生日祝賀会を主催。台湾側は亜東関係協会会長許水徳が祝辞を述べ、外交部長簡又新、中国国民党副主席蕭万長ら政財界関係者400人以上が参加。中華人民共和国側は日本に強く抗議。
- 2005年4月：断交以来初めて台湾人への叙勲が授与される（元東呉大学外国語学院院長・日本語教育学会初代理事長蔡茂豊に対して旭日中綬章）。
- 2007年12月12日：再開後5回目となる天皇誕生日祝賀会で、行政院外交部長黄志芳が外交部長（外務大臣）として初めて祝辞。代表池田を「大使」と呼び、「意義深い会合で台湾政府と人民を代表してあいさつし、天皇陛下を始め日本政府と国民に祝賀の意を表することができ光栄だ」と述べた[23]。祝賀会は高雄でも高雄事務所主催で開催された。
- 2008年5月20日：馬英九の総統就任に際して、交流協会の理事長高橋雅二が福田康夫内閣総理大臣の公式の書簡を手交し、「我が国の台湾に関する立場は日中共同声明にあるとおりであり、日台関係を非政府間の実務関係として維持してきている、今後とも引き続き財団法人交流協会を通じ、できる限りの支持と協力をする方針である」旨のメッセージ[24]を伝達した。日本政府が台湾の総統就任にメッセージを送るのは、1972年の断交以来初めてとみられる[25]。
- 2009年5月1日：齋藤正樹代表が国立中正大学での講演で「サンフランシスコ講和条約と日華平和条約に基づき、日本が台湾の主権を放棄した後、台湾の地位は未定である」とする台湾地位未定論に言及。この直後、台湾外交部が齋藤所長を呼び、強く抗議。馬英九総統が4日前に「日華平和条約により台湾の主権が日本政府から中華民国に移譲された」とする見解を表明したばかりだった。その後、馬政権に冷遇された齋藤所長は2009年12月、辞任に追い込まれた。
- 2010年4月30日：亜東関係協会との間で、「2010年における日台双方の交流と協力の強化に関する覚書」を締結した[26]。日台間で包括的な合意が締結されるのは、1972年12月の「在外事務所相互設置に関する取決め」（上述）以来のことである。
- 2010年12月10日：「地震、台風等に際する土砂災害の防止及び砂防に係る技術交流に関する亜東関係協会と財団法人交流協会との間の取決め」を締結。[27]
- 2011年7月14日：交流協会と亜東関係協会との間で、「復興支援・観光促進に関する日台『絆（厚重情誼）』イニシアティブ」を締結。[28]
- 2012年9月25日：尖閣諸島国有化に反発する台湾の漁船と海巡署の巡視船が、日本の領海に侵入したことなどに関し、今井正理事長が外交部を訪れ、楊進添外交部長と2時間にわたり会談、厳重抗議と再発防止の申し入れを行ったが、楊部長は日本の国有化について批判した[29]。